# Silacris
Silacris is een geslacht van rechtvleugeligen uit de familie Romaleidae. De wetenschappelijke naam van dit geslacht is voor het eerst geldig gepubliceerd in 1979 door Amédégnato & Descamps.

## Soorten
Het geslacht Silacris  is monotypisch en omvat slechts de volgende soort:
- Silacris albithorax (Amédégnato & Descamps, 1979)